# Антони Мачеревич
Анто̀ни Мачерѐвич (на полски: Antoni Macierewicz) е полски политик, историк, университетски преподавател, публицист и опозиционен деец.
Един от основателите на опозиционната организация „Комитет за защита на работниците“ (1976 – 1977). Автор на нелегалното списание „Глас“. След демократичните промени влиза в политиката. В периода 1991 – 1992 година е министър на вътрешните работи в правителството на Ян Олшевски. Създател и първи ръководител на Службата за военно контраразузнаване (2006 – 2007). Паралелно с това е държавен секретар в министерството на националната отбрана, като през 2015 година заема министерския пост.
Работи в катедрата за иберийски изследвания във Варшавския университет. Впоследствие води лекции по „История на Полша“ в Ягелонския университет.